# I Got You (canción de Leona Lewis)
«I Got You» —en español: «Te tengo»— es una canción rhythm and blues & Pop interpretada por la cantante británica Leona Lewis y producida por Arnthor Birgisson como segundo sencillo del segundo álbum de estudio, Echo.
Duranter el primer trimestre del 2010, «I Got You» fue lanzada por el sello Syco Records, en el Reino Unido, y por el sello J Records, en Estados Unidos, como el segundo sencillo de Echo.

## Escritura, producción y lanzamiento
Fue escrita por Arnthor Birgisson, Max Martin, Savan Kotecha y producida por Birgisson. La canción fue grabada en los estudios Westlake Recording Studios, Los Ángeles, California, EE. UU. y The Vault, Estocolmo, Suecia. Su mezcla fue realizada por Phil Tan en Soapbox Studios en Atlanta, Georgia, y Damien Lewis ayudó como asistente de ingeniero. La ayuda vocal, está realizada por Vicky Sandström y en la guitarra por Esbjörn Öhrwall. La canción presenta ritmos rhythm and blues & Pop.
En los Estados Unidos, «I Got You» fue lanzado en Contemporary hit radio el 8 de diciembre del 2009. En Europa fue lanzado como un A-side y B-side, con «Heartbeat» como sencillo B-side. Su publicación para la descarga digital fue realizada el 19 de febrero del 2010 en Bélgica, Francia, Italia, Alemania, Países Bajos, España y Reino Unido.

## Composición
«I Got You» es una balada pop con una duración de 3 minutos con 49 segundos. La canción fue compuesta con la llave de G mayor usando el tiempo 104 Beats per minute. Lewis utiliza un rango vocal de dos octavos, desde la nota G3 hasta A5. La canción incorpora elementos de género adult contemporary music y contemporary R&B. La instrumentación consiste en guitarras y synthesizers. Fraser McAlpine de la BBC comparó «I Got You» con la estructura de la versión de Snow Patrol «Run».

## Promoción

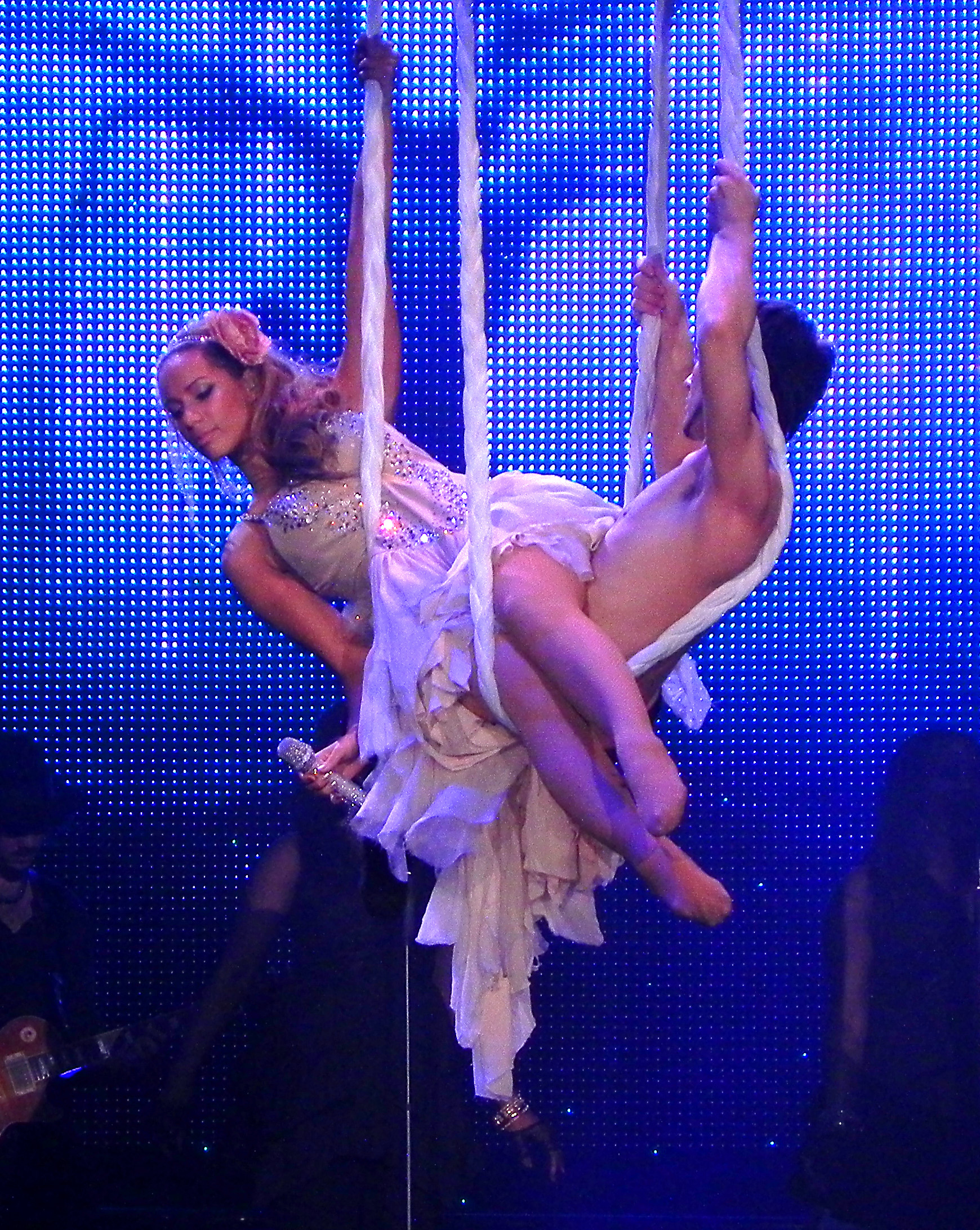
Lewis interpretando «I Got You» en el The Labyrinth Tour.

Lewis presentó por primera vez «I Got You» en un concierto privado en el "Hackney Empire" de Londres, Reino Unido, el 2 de noviembre del 2009. El 2 de diciembre del 2009, la cantante presentó la canción en el "The National Lottery Draws". Al día siguiente, Lewis asistió al BBC Radio 2 show Live Sessions con Ken Bruce y como parte del setlist, incluyó las canciones «Bleeding Love», «Better in Time», «Happy» y su propio cover de la canción «Stop Crying Your Heart Out» de la banda Oasis. El 15 de diciembre del 2009, para hacer coincidir el lanzamiento de la canción en las emisoras radiales de Estados Unidos, presentó la canción en el Late Show with David Letterman.
El 21 de enero del 2010, Lewis hizo una aparición en la BBC Radio 1's Live Loung donde interpretó «I Got You» y la versión de la banda Oasis «Stop Crying Your Heart Out». El 6 de febrero del 2010, Lewis presentó «I Got You» en la semifinal de "So You Think You Can Dance". Lewis también quiso coincidir el estreno del sencillo en Reino Unido, presentándose en "GMTV" el 22 de febrero del 2010. La promoción de la canción, finalizó con una presentación y entrevista en "The Alan Titchmarsh Show" el 26 de febrero del 2010. En mayo del 2010, la canción fue incluida en el repertorio de la primera gira de lewis, The Labyrinth Tour.

## Video musical
El video musical de la canción fue rodado el día 21 de diciembre de 2009 en Venice Beach, California, fue dirigido por Dave Meyers y estrenado el 12 de febrero de 2010 en la página oficial de la cantante. El video retrata las historias amorosas de variadas parejas que en ellas presentan peleas, amor y odio, mientras vemos a Leona cantar delante de un corazòn en llamas.

## Formatos
| Sencillo en CD - Descarga digital |             |          |  |
| N.º                               | Título      | Duración |  |
| 1.                                | «I Got You» | 03:46    |  |
| 2.                                | «Heartbeat» | 03:51    |  |

## Posicionamiento en las listas
| Europa            |                   |    |        |
| Alemania          | Top 100 canciones | 43 | [ 30 ] |
| Austria           | Top 75 canciones  | 30 | [ 31 ] |
| Bélgica (Flandes) | Dance Songs       | 20 | [ 32 ] |
| Bélgica (Flandes) | Top 50 canciones  | 13 | [ 33 ] |
| Dinamarca         | Top 40 canciones  | 13 | [ 34 ] |
| Eslovaquia        | Top 100 canciones | 27 | [ 35 ] |
| Irlanda           | Top 50 canciones  | 43 | [ 36 ] |
| Países Bajos      | Top 100 canciones | 57 | [ 37 ] |
| Reino Unido       | UK R&B Chart      | 3  | [ 38 ] |
| Reino Unido       | Top 75 canciones  | 14 | [ 39 ] |
| Asia              |                   |    |        |
| Japón             | Japan Hot 100     | 69 | [ 40 ] |
| Oceanía           |                   |    |        |
| Nueva Zelanda     | Top 40 canciones  | 29 | [ 41 ] |

## Historial de Lanzamientos
| País         | Fecha                 | Formato          | Sello                    | Ref.   |
| ------------ | --------------------- | ---------------- | ------------------------ | ------ |
| Austria      | 19 de febrero de 2010 | Descarga digital | Sony Music Entertainment | [ 42 ] |
| Bélgica      | 19 de febrero de 2010 | Descarga digital | Sony Music Entertainment | [ 43 ] |
| Francia      | 19 de febrero de 2010 | Descarga digital | Sony Music Entertainment | [ 44 ] |
| Italia       | 19 de febrero de 2010 | Descarga digital | Sony Music Entertainment | [ 45 ] |
| México       | 19 de febrero de 2010 | Descarga digital | Sony Music Entertainment | [ 46 ] |
| Países Bajos | 19 de febrero de 2010 | Descarga digital | Sony Music Entertainment | [ 47 ] |
| Reino Unido  | 21 de febrero de 2010 | Descarga digital | Syco Music               | [ 48 ] |
| Reino Unido  | 22 de febrero de 2010 | Sencillo en CD   | Syco Music               |        |
| España       | 23 de febrero de 2010 | Descarga digital | Sony Music Entertainment | [ 49 ] |
| Alemania     | 9 de abril de 2010    | Sencillo en CD   | Sony Music Entertainment | [ 50 ] |